# 郭永航
郭永航（1965年10月—），男，汉族，山东济阳人，中华人民共和国政治人物。1989年7月参加工作，1986年6月加入中国共产党。武汉大学政治与公共管理学院行政管理专业毕业在职研究生学历，管理学博士学位。曾任中共珠海市委书记，广东省人民政府副省长，广州市人民政府市长等职务。现任中共广东省委常委、广州市委书记。

## 生平
1985年至1989年，郭永航在武汉大学历史系中国历史专业学习；1986年6月加入中国共产党。
1989年7月，郭永航开始在深圳市工作，先后任职于中共深圳市委宣传部、组织部、办公厅，2002年起又历任中共深圳市委宣传部副部长、深圳市人民政府文化产业发展办公室主任、中共深圳市委副秘书长，期间获武汉大学行政管理专业管理学博士。2010年6月，任中共深圳市盐田区委书记，隔年2月兼任区人大常委会主任。2015年5月，升任中共深圳市委常委、秘书长。
2018年2月，郭永航调任中共珠海市委书记、市人大常委会主任、珠海警备区党委第一书记；期间兼任横琴粤澳深度合作区管委会副主任、省委横琴工委书记。
2021年10月19日，升任广东省人民政府副省长。同年12月3日，担任广东省副省长仅一个多月后接任中共广州市委副书记、广州市人民政府代市长。12月27日，不再擔任广东省人民政府副省长。
2022年1月28日，当选为广州市人民政府市长。
2023年6月16日，兼任中共广东省委常委、广州市委书记。同年10月9日，辞任广州市人民政府市长。